# Небесен екватор
Небесният екватор  е голям кръг от небесната сфера, получен от сечението на продължението на земната екваториална равнина с небесната сфера. Сключва ъгъл с математическия хоризонт, равен на 90°-φ, където φ е географската ширина на мястото, и с еклиптиката ъгъл от 23,44° (равен на наклона на земната ос). Инклинацията му варира в граници между 22,0° и 24,5° през последните 5 милиона години. Пресечните точки на небесния екватор и математическия хоризонт са посоките изток и запад. Точките на пресичане на небесния екватор и еклиптиката са есенната и пролетната равноденствени точки.
Астрономическите обекти близо до небесния екватор се наблюдават над хоризонта от повечето места на Земята, като кулминират най-високо близо до земния екватор. В днешно време, небесният екватор преминава през следните съзвездия:
| - Риби - Кит - Бик - Еридан - Орион | - Еднорог - Малко куче - Хидра - Секстант - Лъв | - Дева - Змия (глава, Caput) - Змиеносец - Змия (опашка, Cauda) - Орел - Водолей |